# Aleks Miler
Pour les articles homonymes, voir Miler.
Aleks Miler (en hébreu :  אלכס מילר ), né le 4 avril 1977, est un homme politique membre du parti israélien, Israel Beytenou (« Israël notre maison »).

## Biographie
Il est né à Moscou, il fait son aliyah le 29 janvier 1992.